# Slugdge
Slugdge je britanski blackened death metal-sastav iz Lancashirea. Njihove pjesme tematski su vezane za fiktivno kozmičko puževsko božanstvo zvano "Mollusca".  

## O sastavu
Sastav su 2012. godine osnovali Kevin Pearson i Matt Moss, te su kao ime odabrali složenicu riječi "slug" (puž) i sludge, podvrstu heavy metala zbog mnogobrojnih sludge metal sastava koji u imenu imaju ime neke životinje. Prva tri studijska albuma, Born of Slime, Gastronomicon (prema fiktivnoj knjizi Necronomicon iz romana H. P. Lovecrafta) i Dim & Slimeridden Kingdoms objavili su samostalno 2013., 2014. i 2015. godine na glazbenom servisu Bandcamp. Također, objavljuju i EP Slug Life s obradama pjesmi sastava Napalm Death, Mistress, Assück i drugih. Zbog popularnosti koji su stekli, posebice s posljednja dva albuma potpisuju za izdavačku kuću Willowtip Records. 
Pod novim izdavačem objavljuju svoj četvrti studijski album Esoteric Malacology koji je dan prije objavljivanja premijerno pušten na streaming na heavy metal portalu MetalSucks. Nedugo nakon objavljivanja albuma, sastavu se kao novi stalni članovi pridružuju basist Matthew Lowe te bubnjar Alan Cassidy iz sastava The Black Dahlia Murder.
Naslovi mnogih njihovih pjesama su parodija na druge popularne heavy metal pjesme ili imena sastava, samo s dodanom "puževskom" tematikom, primjerice "Dark Side of the Shroom" (umjesto "Dark Side of the Moon"), "Pod Hates Us All" (umjesto "God Hates Us All"), "Slave Goo World" (umjesto "Slave New World") i slično.

## Članovi sastava
Sadašnja postava
- Matthew Moss – vokal, gitara (2012.–)
- Kevin Pearson – gitara (2012.–), bas-gitara, programiranje (2012. – 2018.)
- Matthew Lowe – bas-gitara (2018.–)
- Alan Cassidy – bubnjevi (2018.–)

## Diskografija
Studijski albumi
- Born of Slime (2013.)
- Gastronomicon (2014.)
- Dim & Slimeridden Kingdoms (2015.)
- Esoteric Malacology (2018.)

EP-ovi
- Slug Life (2015.)

Kompilacije
- The Cosmic Cornucopia (2015.)

## Vanjske poveznice
- Facebook stranica
- Profil na Metal Archivesu